# Poulsenia armata
Poulsenia armata är en mullbärsväxtart som först beskrevs av Friedrich Anton Wilhelm Miquel, och fick sitt nu gällande namn av Paul Carpenter Standley. Poulsenia armata ingår i släktet Poulsenia och familjen mullbärsväxter. Inga underarter finns listade i Catalogue of Life.